# Amtsgericht Krappitz
Das Amtsgericht Krappitz war ein preußisches Amtsgericht mit Sitz in Krappitz.

## Geschichte
In Krappitz bestand von 1849 bis 1879 die Gerichtskommission Krappitz des Kreisgerichtes Oppeln. Das königlich preußische Amtsgericht Krappitz wurde mit Wirkung zum 1. Oktober 1879 als eines von 13 Amtsgerichten im Bezirk des Landgerichtes Oppeln im Bezirk des Oberlandesgerichtes Breslau gebildet. Der Sitz des Gerichtes war Krappitz. Sein Gerichtsbezirk umfasste aus dem Kreis Oppeln den Stadtbezirk Krappitz und die Amtsbezirke Schloss Krappitz, Rogau und den Amtsbezirk Dobrau und den Gemeindebezirk Pietna aus dem Amtsbezirk Stiebendorf aus dem Kreis Neustadt O.S. Am Gericht bestand 1880 eine Richterstelle. Das Amtsgericht war damit ein kleines Amtsgericht im Landgerichtsbezirk.
Im Jahre 1945 wurde der Amtsgerichtsbezirk unter polnische Verwaltung gestellt, und die deutschen Einwohner wurden vertrieben. Damit endete auch die Geschichte des Amtsgerichtes Krappitz.